# Jinan Flybo Motor
Jinan Flybo Motor Co. Ltd. war ein Hersteller von Automobilen aus der Volksrepublik China.

## Unternehmensgeschichte
Das Unternehmen wurde 2001 in Jinan gegründet und gehörte zum Motorradhersteller Shandong Pioneer Motorcycle. Eine Quelle präzisiert auf den 21. November 2001. 2006 begann die Produktion von Automobilen. Der Markenname lautete Flybo. Die Fahrzeuge wurden ab 2007 auch in die USA exportiert. 2014 wurde die Marke eingestellt. Danach verliert sich die Spur des Unternehmens.

## Fahrzeuge
Das Unternehmen stellte Elektroautos her. 2008 bestand das Pkw-Modellangebot aus fünf Modellen.
Der XFD 3000 ZK Quiet war das kleinste Modell. Sein Elektromotor ermöglichte eine Höchstgeschwindigkeit von 60 km/h. Die Reichweite war mit 100 km angegeben. Das Fahrzeug war bei einem Radstand von 170 cm 256 cm lang, 128 cm breit und 160 cm hoch. Die geschlossene Karosserie bot Platz für drei Personen. Das Leergewicht war mit 763 kg angegeben.
Der XFD 3000 ZK-2 war ein geschlossener Zweisitzer. Seine Maße lauteten 276 cm × 142 cm × 124 cm. Er wog 620 kg, konnte 40 km/h Höchstgeschwindigkeit und 130 km Reichweite erreichen.
Der XFD 3000 ZK-3 war ein viertüriger und viersitziger Kleinstwagen mit Ähnlichkeit zum Suzuki Alto. Er hatte einen Radstand von 2170 mm, eine Länge von 3300 mm, eine Breite von 1405 mm und eine Höhe von 1420 mm. Weiter sind 930 kg Leergewicht, 60 km/h Höchstgeschwindigkeit und 120 km Reichweite angegeben.
Der XFD 4000 ZK hatte einen Elektromotor mit 4 kW Leistung, während die zuvor genannten nur 3 kW Leistung boten. Die geschlossene Karosserie war auffallend schmal, möglicherweise ein Tandemsitzer. Auf der rechten Seiten befanden sich zwei Türen, während die linke Seite nicht erkennbar ist. Die Höchstgeschwindigkeit betrug 40 bis 50 km/h und die Reichweite 80 bis 100 km.
Der XFD 6000 ZK war eine Kopie des Smart Fortwo. Das zweisitzige Fahrzeug war bei einem Radstand von 1800 mm 2608 mm lang, 1515 mm breit und 1526 mm hoch. Das Leergewicht war mit 940 kg angegeben, die Höchstgeschwindigkeit mit 55 km/h und die Reichweite mit 130 km.